# Ed O'Bannon
Edward Charles O'Bannon jr., detto Ed (Los Angeles, 14 agosto 1972), è un ex cestista statunitense, professionista nella NBA, in Spagna, Grecia e Polonia.

## Carriera professionistica
Prima del Draft NBA 1995, O'Bannon sperava di essere scelto da una squadra della West Coast. Selezionato come nono assoluto dai New Jersey Nets, firmò un contratto triennale del valore di 3,9 milioni di dollari. Tuttavia iniziò presto a soffrire nostalgia di casa. Nelle sue due stagioni professionistiche non riuscì a trovare una collocazione in campo, essendo troppo magro per giocare sotto canestro e non abbastanza veloce per stare sul perimetro a causa di precedenti infortuni alle ginocchia. Queste iniziarono anche a dare nuovi segni di cedimento. Fece registrare medie punti di 6,2 e 4,2 rispettivamente con i Nets, dopo di che fu scambiato con i Dallas Mavericks nella seconda parte della sua seconda e ultima stagione nella NBA, dove ebbe ancora meno impatto in campo. Nel settembre 1997, assieme a Derek Harper, fu scambiato con gli Orlando Magic per Dennis Scott ma i Magic lo svincolarono poco dopo. "Non è stata una questione di infortuni, ma di fiducia" disse O'Bannon in seguito della sua carriera nella NBA. "Ho sbagliato tiri, sono stato messo in panchina, ha avuto effetto sulla mia difesa e ho perso tutta la mia fiducia." Il suo ex compagno ai Nets Armon Gilliam disse: "È un ragazzo che non ha mai trovato la sua nicchia nella NBA. Non si è trovato nella situazione giusta per crescere e migliorare. Non ha mai avuto l'opportunità di provare cosa poteva fare."

## Nazionale
Con gli Stati Uniti ha disputato le Universiadi di Buffalo 1993.

## Palmarès
- McDonald's All American (1990)
- Campione NCAA (1995)
- NCAA Final Four Most Outstanding Player (1995)
- NCAA John R. Wooden Award (1995)
- NCAA AP All-America First Team (1995)

## Vita privata
È il fratello dell'ex cestista Charles O'Bannon.